# 새뮤얼 아놀드
새뮤얼 블랜드 아놀드(Samuel Bland Arnold, 1834년 9월 6일 ~ 1906년 9월 21일)는 1865년 미국 제16대 링컨 대통령 납치 음모와 관련된 인물이다.

## 개요
그와 다른 공범 존 윌크스 부스, 데이빗 헤럴드, 루이스 파월, 마이클 오래플린, 존 수랏은 링컨 대통령을 납치하여 워싱턴 DC에 있는 남군 포로와 교환할 계획이었다. 납치 시도는 두 차례에 걸쳐 시도되었지만, 링컨이 그들이 예상한 경로와 틀어져 성공으로 이어지지는 못했다.
아놀드와 오래플린은 포로 교환 프로그램이 시작되자 공모에서 탈퇴했다.
1865년 4월 14일, 링컨 대통령이 암살된 후 아놀드는 공범으로 체포되었다. 실제로 그는 체포되었을 때, 안도를 했다. 재판 기간 동안, 중요 증인 중의 한 사람은 매리 수랏(존 수랏의 어머니)의 하숙생으로 있었던 루이스 J. 바이히만이었다.
아놀드는 포트 제퍼슨에서 새뮤얼 머드, 마이클 오래플린, 에드먼드 스팽글러와 함께 종신형을 선고 받았다. 1869년 아놀드, 머드, 스팽글러는 앤드루 존슨 대통령의 사면을 받고 석방되었다. 그러나 오래플린은 1867년 감옥에서 사망을 한 후였다.
새뮤얼 아놀드가 집으로 돌아온후, 30년 이상 대중의 눈을 피해 조용하게 살았다. 1898년 포트 제퍼슨으로 돌아와 그가 재소했던 오래된 감옥을 사진에 담았지만, 그 사진은 남아있지 않다. 1902년 아놀드는 포트 제퍼슨에 재소 생활에 관한 신문 기사를 볼티모어 아메리칸에 기고를 했다.
아놀드는 4년 후인 1906년에 사망을 하게 되고, 메릴랜드주 볼티모어에 있는 그린 마운트 묘지에 묻히게 된다. 당시 그와 함께 유일한 생존자는 존 수랏이었다.

## 같이 보기
- 링컨 대통령 암살 사건

## 참고 자료
- Booth, John Wilkes; John H. Rhodehamel and Louise Taper (1997). 《Right or wrong, God judge me : the writings of John Wilkes Booth》. Urbana: University of Illinois Press. ISBN 978-0-252-02347-7.